# びんた (テレビドラマ)
びんたは、TBS系列で1990年1月9日〜3月27日に放送されたテレビドラマ。現在までDVD化などはされていない。

## あらすじ
コンパニオンの赤木ひばり（賀来千香子）と学生の赤木つばめ（高岡早紀）は東京の下町・深川にある老舗料亭の姉妹。父親の四郎（高松英郎）が急死し、店を継ぐことになる。しかし、従業員は次々と店を辞めていき、残ったのは花板の清次郎（梅宮辰夫）だけになってしまった。店を畳もうとするひばり。そこへ突然、四郎の息子と名乗る三人の粗暴な少年（幕末塾＝咲輝、鼓太郎、左鈴気）が訪ねてきた。下町の料亭を舞台に巻き起こる、とんでもない大騒動の幕開けであった。

## キャスト
- 赤木ひばり：賀来千香子
- 沢田洋介：清水宏次朗
- 青山康夫：咲輝(榊原利彦)
- 提伸二：鼓太郎
- 三河サブ：左鈴気
- 赤木つばめ：高岡早紀
- 花井雁太：荒田佳典
- 加藤茂：菊池健一郎
- ダニエル：ダニエル・カール
- 新平：栗田貫一
- 蝶丸：朝加真由美
- みどり：キューティー鈴木
- 警官：小沢仁志
- 赤木四郎：高松英郎
- おりん：野際陽子
- 花井清次郎：梅宮辰夫

## サブタイトル
- 1. 下町家族ウォーズ
- 2. 愛とケジメの一発
- 3. 金がなくても心は…
- 4. 前略おふくろ様…
- 5. 親の勝手は許さない…
- 6. うそつき兄弟vsマジ姉妹
- 7. 母親騒動・熱い涙の乱れ打ち
- 8. 玉のコシをめぐる戦い！
- 9. この女、凶暴につき独身！
- 10. 女の時代をぶっとばせ
- 11. 独立宣言！もうガキじゃない
- 12. 時代を殴るには自分の素手がいい

## 主題歌
- 「時代を殴るには自分の素手がいい」歌：幕末塾　作詞：秋元康　作曲：高槻真裕

## スタッフ
- 企画：居作昌果
- スーパーバイザー：秋元康
- 脚本：尾西兼一
- 音楽：渡辺博也
- プロデュース：阿部祐三、赤地偉史、野村清(TBS)
- 演出：赤羽博、楠田泰之
- 製作：TBS、TIXE、AVEC